# Kostal Industrie
Die Kostal Industrie GmbH & Co. KG mit Stammsitz in Lüdenscheid ist ein Hersteller von Steckverbindersysteme und elektronische Bauteile insbesondere für die Automobil- und die Solarindustrie.

## Umstrukturierung Anfang 2020er Jahre – Realteilung
Anfang der 2020er Jahre wurde die Kostal-Gruppe durchgreifend umstrukturiert. Im Ergebnis kam es zu einer Realteilung, wobei das renditeschwache und risikobehaftete Geschäft als Automobil-Zulieferer unter Leopold Kostal und das renditestärkere und robuste Bauteile- und Elektronikgeschäft unter Kostal Industrie zusammengefasst wurde. Einzelne Gesellschaften der beiden Konzerne arbeiten aber weiterhin zusammen, jetzt allerdings als Lieferant und Kunde.

## Geschäftsbereiche

### Compleo Charging
Im April 2023 gab die insolvente Compleo Charging Solutions AG in einer ad-hoc-Meldung bekannt, dass Kostal Industrie wesentliche Vermögenswerte und der ebenfalls insolventen Tochtergesellschaften Compleo Charging Technologies GmbH und Compleo Connect GmbH übernimmt. Die Marke Compleo soll innerhalb der Kostal-Industrie-Gruppe erhalten bleiben. Compleo ist Anbieter von Ladestationen im Rahmen der eMobilität. Der Firmensitz befand sich in Dortmund. Da Compleo über keine eigenen Produktionsanlagen verfügte, werden die Komponenten bei Unternehmen der Kostal-Industrie-Gruppe produziert.
Der Softwarebereich von Compleo, Compleo Charging Software, wurde im Juni 2024 in Vaylens umfirmiert.

## Struktur
(Stand: November 2022)
Obergesellschaften:
- Kostal Industrie GmbH & Co. KG (KIG)
- Kostal Industriegrundbesitz GmbH & Co. KG (KIGB)

Verbundene Unternehmen von KIG:
- SOMA GmbH (SOMA)
- Kostal Kontakt Systeme GmbH & Co. KG (KKS)
- Kostal Industrie Elektrik GmbH & Co. KG (KI)
- Kostal Industrie Verwaltungsgesellschaft mbH (KIV)

Verbundene Unternehmen von KI:
- Kostal Solar Electric GmbH (KSE)
- Kostal Drives Technology GmbH (KDT)
- Kostal Solar Electric France SARL (KSE-FRA)
- Kostal Solar Electric Hellas EPE (KSE-GRE)

Verbundene Unternehmen von KKS:
- Kostal Kontakt Systeme, Inc. (KKS-A)
- Kostal (Shanghai) Kontakt Systeme Co. Ltd. (KKS-CHI)
- Kostal (Shanghai) Kontakt Systeme Manufacturing Co. Ltd. (KKS-CHI-SH)

Verbundene Unternehmen von KSE:
- Kostal Solar Electric France SARL (KSE-FRA)
- Kostal Solar Electric Italia S.r.l. (KSE-ITA)
- Kostal Solar Electric Iberica S.L. (KSE-SPA)
- Kostal Solar Electric Hellas EPE (KSE-GRE)

Verbundene Unternehmen von KIGB:
- Kostal Industriegrundbesitzverwaltungsgesellschaft mbH (KIGV)